# .cw
.cw je internetová národní doména nejvyššího řádu pro Curaçao. Byla vytvořena 15. prosince 2010.